# Roberto Bordeu
Roberto José Bordeu Baliero (ur. 13 sierpnia 1931 w Buenos Aires, zm. 23 czerwca 2006) – argentyński bobsleista, dwukrotny olimpijczyk.

## Życiorys
Zajął 8. miejsce w konkurencji czwórek bobslejowych na zimowych igrzyskach olimpijskich w 1952 w Oslo (razem z nim osadę argentyńską tworzyli: Héctor Tomasi, Carlos Tomasi i Carlos Sareisian).
Na zimowych igrzyskach olimpijskich w 1964 w Innsbrucku zajął 19. miejsce w dwójkach (razem z Hernánem Agote), ostatnie wśród sklasyfikowanych, a w czwórkach 16. miejsce (w ostatnim ślizgu zastąpił zastąpił go Carlos Tomasi, a poza nimi osadę tworzyli: Héctor Tomasi, Fernando Rodríguez i Agote).